# 別愛我 (電視劇)
《別愛我》，是由唐人影视製作偶像劇。

## 劇情
一位年輕的插畫家，愛上了一個只剩下一百天壽命的女孩子……
一個生命只剩下一百天的女孩，她會用這一百天來做些什麼呢？  
飛揚在英國大學畢業的那天，上天跟她開了個大玩笑，醫院證實她得了一種家族遺傳病，生命只剩下一百天。飛揚這才知道，原來父親也是因為該病去世。她無法理解為何母親一直隱瞞事實，同時也無法面對一直對她嚴格冷漠的母親。如果這是個不治之症，如果生命真的只剩下那麼短暫的時間，飛揚寧可選擇開心度過，也不想在醫院接受化療，於是，飛揚隻身逃到上海。
飛揚在上海做了很多嘗試，用了不同的身份「善用」每一天，她選擇用最快樂的方式來度過每一天，並且為身邊的人帶來了許多歡樂。飛揚從沒想到在生命的盡頭，上天居然安排她遇上插畫家徐風，為了留在徐風身邊，飛揚捏造了可憐的身世，兩人經歷了一段純潔真摯的友誼後，愛上了對方，為了不讓徐風嚐到生離死別的痛苦，飛揚選擇向徐風提出分手，還找來徐風的前任女友，想盡辦法成全兩人。飛揚失蹤後，徐風不捨不棄終於找到她，為了爭取多一點時間與身邊的人在一起，飛揚答應接受治療。當所有的人都以為飛揚的手術很成功，只有徐風默默地承受飛揚隨時離去的痛苦，徐風向飛揚求婚，為飛揚安排了一場公主式的婚禮，然後帶著她，乘上通往香格里拉的列車……
劇中徐風的好友、鄰居，包括單純善良、渾然樂天的Pizza店外賣員大熊、來自國外的Pizza店老闆陸叔、花店裏美麗脫俗的聾啞姑娘小芳、還有神秘封閉的房東白麗娜，每個人都有一段自己的故事和經歷，飛揚像天使般為每一個人帶來了許多歡樂和幫助，最後，也在眾人的扶持和陪伴下，度過了最後一段快樂時光。

## 角色
| 演員   | 角色     |
| 胡歌   | 徐風     |
| 徐若瑄 | 程飛揚   |
| 何炅   | 馬大熊   |
| 林家宇 | 岑小芳   |
| 蔣雪   | 張慧     |
| 顧美華 | 程蔣美琪 |
| 艾偉   | 唐力     |
| 謝娜   | 馬莉安   |
| 朱玉雯 | 白麗娜   |

## 原聲帶
| 曲序 | 曲目                 |              | 作曲   | 编曲   | 演唱   |
| ---- | -------------------- | ------------ | ------ | ------ | ------ |
| 1.   | 一刻永遠             | 周治平       | 周治平 | 伍冠谚 | 胡歌   |
| 2.   | 別愛我               | 施人诚       | 薛忠信 |        | 鄭中基 |
| 3.   | 愛笑的眼睛           | 瑞业         | 林俊杰 |        | 徐若瑄 |
| 4.   | 咖啡香沫             | 血色蝴蝶     | 小昔米 |        | 小昔米 |
| 5.   | 船長                 |              |        |        | 安琥   |
| 6.   | 默認                 |              |        |        | 金池   |
| 7.   | 我的心裡只有你沒有他 |              |        |        | 吳英仔 |
| 8.   | 愛你不會變           | 林乔         | 尔敦   | 伍冠谚 | 胡歌   |
| 9.   | 最好的幸福           | 陈小霖、李泉 | 李泉   |        | 何炅   |
| 10.  | Waiting For You      | 曾琳智       | 胡彦斌 |        | 胡彥斌 |
| 11.  | 分不開的手           | 孙媛媛       | 翟松   |        | 吳英仔 |
| 12.  | 小天使(配樂)         |              |        |        |        |
| 13.  | 愛你不會變(演奏)     |              |        |        |        |
| 14.  | 一刻永遠 (演奏)      |              |        |        |        |